# Phyllostylon
Phyllostylon es un género botánico con 2 especies de plantas de flores perteneciente a la familia Ulmaceae.

## Especies seleccionadas
- Phyllostylon orthopterum
- Phyllostylon rhamnoides